# Oraler Glukosetoleranztest
Der orale Glukosetoleranz-Test (abgekürzt oGTT), genannt auch Zuckerbelastungstest, dient dem Nachweis eines gestörten Glukosestoffwechsels (Glukosetoleranzstörung) und so insbesondere der Diagnostik des Diabetes mellitus. Dabei trinkt der Patient eine genau festgelegte Menge Glukose, die in Wasser gelöst ist. Grundsätzlich ist es auch möglich, den Zucker durch intravenöse Injektion zuzuführen, diese Form findet jedoch in der Humanmedizin kaum Einsatz im klinischen Alltag, sondern bei Untersuchungen von Tieren.
Die orale Glukosebelastung wird in modifizierter Form auch zur Diagnostik weiterer endokrinologischer Störungen eingesetzt (STH-Suppressionstest bei Akromegalie, verlängerter oGTT über bis zu 6 Stunden bei Verdacht auf Unterzuckerungen z. B. bei einem Insulinom). Bei manifestem Diabetes mellitus ist die Untersuchung kontraindiziert.

## Testprinzip
Idee ist die Bestimmung der Blutglukose-Regelungsfähigkeit des Körpers mit Hilfe einer starken Stimulation durch aufgenommenen Zucker. Hierzu wird in Wasser gelöste Glukose verwendet, da es die Zuckerform ist, die der Körper am schnellsten aufnehmen kann und die zu einem steilen Anstieg der Blutglukosekonzentration führt (entspricht der Bestimmung einer Systemantwort in der Systemtheorie). Durch diesen Blutzuckeranstieg stimuliert, reguliert die Bauchspeicheldrüse mit der Sekretion von Insulin gegen, welches blutzuckersenkende Reaktionen in Leber, Muskeln und Fettzellen stimuliert. Während des oGTT wird periodisch über die Zeit der Blutzuckerwert, eventuell auch der Insulinwert, gemessen: Nüchternwert, Anstieg, Maximalwert und Abfall des Blutzuckers bis auf Nüchternwert.
Mit einem oGTT kann die Regelungsfähigkeit des Körpers in Stärke als auch die Geschwindigkeit bestimmt werden, was mit entsprechenden Richtwerten diagnostische Aussagen erlaubt. Beispielsweise kann bei verzögertem Abfall auf Nüchternzuckerwerte auf eine Insulinresistenz oder verminderte Insulinsekretionsfähigkeit geschlossen werden, bei zu hohen Maximalglukosewerten oder dem Nichterreichen von Nüchternglukosewerten innerhalb eines definierten Zeitraums auf einen ausgeprägten Diabetes mellitus.

## Indikation als diagnostische Methode
Die WHO empfiehlt den oGTT allgemein als diagnostisches Mittel, auch entgegen Bedenken bezüglich Aufwand und Kosten. Begründet wird dies mit der schlechten Sensitivität einer reinen Nüchternzuckerwert-Bestimmung; laut zitierter DECODE-Studie werden ca. 30 % der Diabetiker hierdurch nicht detektiert. Auch könne eine gestörte Glukosetoleranz (IGT) nur über einen oGTT entdeckt werden.
Die Deutsche Diabetes-Gesellschaft (DDG) schlägt in der 2007er Richtlinie kürzerintervalliges Screening mit einem oGTT vor, falls folgende Risikofaktoren vorliegen:
- Diabetes mellitus Typ 2 bei erstgradigen Verwandten
- Übergewicht (Body-Mass-Index > 27 kg/m²) und körperliche Inaktivität
- Arterielle Hypertonie (Blutdruck ≥ 140/90 mmHg)
- Dyslipoproteinämie mit HDL-Cholesterin ≤ 35 mg/dl und/oder Triglyzeride ≥ 250 mg/dl
- Zustand nach Schwangerschaftsdiabetes oder nach Geburt eines Kindes mit Geburtsgewicht > 4000 g
- Früherer Nachweis einer gestörten Glukosetoleranz (IGT) oder abnorme Nüchternglukose
- Makrovaskuläre Erkrankungen
- Albuminurie

Es wird außerdem darauf hingewiesen, dass der HbA1c- oder Fruktosamin-Wert für ein Diabetes-Screening ungeeignet sind. In einer Stellungnahme von 2010 folgt die DDG der American Diabetes Association (ADA) und erkennt den HbA1c als geeigneten Parameter für die Diagnose eines Diabetes (HbA1c: >=6,5 %) bzw. für Personen mit erhöhtem Diabetesrisiko (HbA1c: 5,7 bis 6,4 %) an.

## Gegenanzeigen
Kontraindikationen für den oGTT sind Akuterkrankungen, laut der DDG interkurrente Erkrankungen (z. B. nach Magen-Darm-Resektionen oder gastrointestinalen Erkrankungen mit veränderter Resorption) oder ein bereits manifestierter Diabetes mellitus.

## Vorgehensempfehlung der Deutschen Diabetes-Gesellschaft
Laut der Deutschen Diabetes-Gesellschaft (DDG) soll der Test morgens, am zuvor zehn Stunden nüchternen Patienten durchgeführt werden. Um ein aussagekräftiges Ergebnis zu erhalten, muss der Patient an den drei vorangegangenen Tagen mindestens 150 g Kohlenhydrate pro Tag zu sich genommen haben, da Diäten, beispielsweise um ein günstigeres Ergebnis zu erhalten, die Messergebnisse verzerren können. Zudem darf keine fieberhafte Erkrankung vorliegen und bei Patientinnen muss ein dreitägiger Abstand vor und nach der Menstruation eingehalten werden. Während des Testes darf der Patient nicht essen, nicht trinken, nicht rauchen und auch nicht körperlich aktiv sein.
Handelsübliche Messgeräte zur Blutzuckerselbstkontrolle sind aufgrund der zulässigen Schwankungsbreite der Messergebnisse (bis zu 15 %) nicht für die Diagnostik zugelassen.
Ablauf
- 0 min: Blutentnahme zur Nüchternglukose-Bestimmung (venöses Plasma)
- Anschließend Einnahme einer definierten Menge Glukose (75 g, bei Kindern 1,5 g pro kg Körpergewicht), die in 250–300 ml Wasser gelöst wurden. Die Flüssigkeit muss innerhalb von 5 Minuten getrunken werden.
- mehrfache Blutentnahme zur Glukosebestimmung (venöses Plasma) nach 60 min (nur zur Feststellung eines Schwangerschaftsdiabetes) und 120 min, bei erweitertem Test nach jeweils 60 Minuten oder z. B. Auftreten einer Unterzuckerung.

## OGTT und Schwangerschaftsdiabetes
| Messzeitpunkt (100-g Glukose 3-h oGTT) | Normale Werte (Test negativ falls 3 erfüllt) |
| -------------------------------------- | -------------------------------------------- |
| nüchtern                               | < 95 mg/dl < 5,3 mmol/l                      |
| nach 1 Std.                            | < 180 mg/dl < 10,0 mmol/l                    |
| nach 2 Std.                            | < 155 mg/dl < 8,6 mmol/l                     |
| nach 3 Std.                            | < 140 mg/dl < 7,8 mmol/l                     |

Zur Feststellung eines Schwangerschaftsdiabetes kann der Test im Rahmen der Vorsorge zwischen der 24. und 28. Schwangerschaftswoche durchgeführt werden. In Deutschland ist dieser Test seit März 2012 Teil der Mutterschaftsrichtlinien und damit eine Leistung der Gesetzlichen Krankenkassen.
Einige Krankenkassen bieten den Test für ihre Versicherten an, die Angebote der Krankenkassen ändern sich jedoch häufig. Teilweise existieren auch landesspezifische Verträge zwischen den Kassenärztlichen Vereinigungen und den Krankenkassen.
Die American Diabetes Association (ADA) empfiehlt zum Screening von Gestationsdiabetes einen 3-Stunden-oGTT (mit 100 g Glukose), falls ein 1-Stunden-oGTT (mit 50 g Glukose) mit einem Blutzuckerwert ≥ 140 mg/dl (≥ 7,8 mmol/l) auffällig ist. Die Kriterien von Carpenter und O’Sullivan haben eine hohe Sensitivität für eine große Spannbreite von Frauen (Alter, Ethnizität etc.), gelten also als zuverlässige Indikatoren.

## Interpretation
| Einstufung                     | Nüchternblutzucker (venös)   | Blutzucker im oGTT nach 2 Stunden (venös) |
| ------------------------------ | ---------------------------- | ----------------------------------------- |
| kein Diabetes                  | < 100 mg/dl < 5,6 mmol/l     | < 140 mg/dl < 7,8 mmol/l                  |
| Abnorme Nüchternglukose (IFG)  | 100–125 mg/dl 5,6–6,9 mmol/l | k. A.                                     |
| Gestörte Glukosetoleranz (IGT) | < 126 mg/dl < 7,0 mmol/l     | 140–199 mg/dl 7,8–11,0 mmol/l             |
| Diabetes mellitus              | ≥ 126 mg/dl ≥ 7,0 mmol/l     | ≥ 200 mg/dl ≥ 11,1 mmol/l                 |

| Einstufung                     | Nüchternblutzucker (venös)   | Blutzucker im oGTT nach 2 Stunden (venös) |
| ------------------------------ | ---------------------------- | ----------------------------------------- |
| Normal                         | < 110 mg/dl < 6,1 mmol/l     | < 140 mg/dl < 7,8 mmol/l                  |
| Abnorme Nüchternglukose (IFG)  | 110–125 mg/dl 6,1–6,9 mmol/l | < 140 mg/dl < 7,8 mmol/l                  |
| Gestörte Glukosetoleranz (IGT) | < 126 mg/dl < 7,0 mmol/l     | 140–199 mg/dl 7,8–11,0 mmol/l             |
| Diabetes mellitus              | ≥ 126 mg/dl ≥ 7,0 mmol/l     | ≥ 200 mg/dl ≥ 11,1 mmol/l                 |

Alternativ zur reinen Betrachtung der Nüchtern- und Zwei-Stunden-Konzentrationen der Glukose können die Ergebnisse des oralen Glukosetoleranztests auch zur Berechnung von Dispositionsmetriken verwendet werden. Diese erweiterten Methoden liefern zusätzliche Informationen, erfordern aber in der Regel auch zusätzliche Messungen in 30-minütigen Abständen, auch wenn vereinfachte Protokolle vorgeschlagen wurden.

## Mögliche Störfaktoren
Ein oGTT kann falsch positiv sein bei:
- Einnahme von Medikamenten (beispielsweise Diuretika, Abführmittel, Kontrazeptiva)
- Ulcus duodeni (Zwölffingerdarmgeschwür)
- zu geringe Kohlenhydratzufuhr an den vorangegangenen Tagen[11]
- u. v. a.

Zu falsch negativen Ergebnissen kann führen:
- Malabsorption
- Einnahme von Medikamenten (blutzuckersenkend)
- körperliche Aktivität, Rauchen während der Testphase
- u. v. a.

Für den 2 Stunden dauernden 75 g oGTT sollten die Probanden sich zur Standardisierung 3 Tage zuvor mit mindestens 150 g bis maximal 250 g Kohlenhydraten täglich ernähren. Der Test wird nach 10–14 Stunden Nahrungskarenz durchgeführt.